# Poppea
Poppea Sabina (in latino Poppaea Sabina; 30 circa – Oplontis, 65) fu la seconda moglie dell'imperatore romano Nerone e, quindi, imperatrice consorte dell'Impero romano dal 62 alla sua morte.
Gli storici dell'antichità vedono in lei poche qualità (a parte la sua bellezza) e ne descrivono gli intrighi per diventare imperatrice. Solo quindici secoli dopo Claudio Monteverdi ne diede un ritratto meno fosco nella sua ultima opera, evidenziandone l'amore per l'imperatore.

## Biografia

### Origini

Tetradramma di Nerone raffigurante Poppea

Poppea era la figlia di Tito Ollio, un pretore durante il regno dell'imperatore Tiberio. La sua amicizia con Elio Seiano lo rovinò prima di ottenere un incarico pubblico. Sua madre, anch'essa chiamata Poppea Sabina, era una donna distinta, che le fonti antiche descrivono dalla florida bellezza e dalla notevole classe: Tacito la descrive come una delle donne più amabili del suo tempo. Nel 47 si suicidò, vittima innocente degli intrighi dell'imperatrice Messalina.
Il nonno materno di Poppea era Gaio Poppeo Sabino, che fu console nel 9. Durante il regno di Tiberio fu onorato con un trionfo militare, per aver posto fine ad una rivolta in Tracia, nel 26. Dal 15 alla sua morte, prestò servizio come Governatore Imperiale di Grecia e in altre province. Questo amministratore competente godette dell'amicizia della famiglia imperiale. Morì nel 35.
Poppea Sabina ebbe un patrigno chiamato Publio Cornelio Lentulo Scipione, che servì come comandante militare nel 22, come console nel 24 e successivamente come senatore. Il fratellastro di Poppea, che aveva lo stesso nome del padre, Tito Ollio, fu console nel 56 ed entrò in seguito nel Senato.

### Matrimonio con Rufrio Crispino
Il primo matrimonio di Poppea Sabina fu con Rufrio Crispino, un appartenente all'ordine equestre. Egli era il capo della guardia pretoriana durante il regno dell'imperatore Claudio. Da Crispino, Poppea ebbe un figlio maschio, che portò il suo stesso nome. L'imperatrice Agrippina, quarta moglie di Claudio, nel 51 rimosse Crispino dall'incarico perché lo considerava fedele alla terza moglie Messalina, morta nel 48, e lo sostituì con Sesto Afranio Burro. L'essere stato marito di Poppea rese Crispino inviso anche a Nerone: l'imperatore, col pretesto di un suo possibile coinvolgimento nella congiura di Pisone nel 65, dapprima lo esiliò in Sardegna e poco dopo ne ordinò l'esecuzione. Crispino lo prevenne, suicidandosi.

### Matrimonio con Otone
Secondo alcuni, fu Poppea a legarsi a Otone solo con l'intento di raggiungere Nerone, diventarne l'amante e riuscire a sposarlo. Secondo altri, fu lo stesso Nerone a chiedere a Otone di sposare Poppea per farne la sua amante: dato che la decenza richiedeva che fosse maritata, l'imperatore la diede in moglie a Otone in quanto "persona di fiducia". Ma Otone si innamorò di Poppea e, quando venne il momento, rifiutò di mandarla a Nerone. Questo rifiuto irritò l'imperatore, che annullò il matrimonio e allontanò Otone facendolo governatore nella remota provincia di Lusitania. Otone rimase in Lusitania per i successivi dieci anni, amministrando la provincia con moderazione non comune a quel tempo.

### Imperatrice
Secondo Tacito, Poppea era ambiziosa e senza scrupoli. Si dice che Agrippina, la madre di Nerone, la considerò una concorrente pericolosa e cercò di persuadere il figlio a liberarsi di lei. Questa disputa su Poppea fu uno dei motivi per cui infine Nerone uccise la madre nel 59.
Sempre secondo Tacito, Agrippina aveva tentato anche l'incesto con Nerone, pur di estromettere Poppea e garantire il potere a se stessa. Nerone l'aveva così allontanata dalla corte, e temendo che volesse ucciderlo per mettere sul trono un suo futuro marito, alla fine ne aveva approvato l'omicidio. La condanna venne approvata anche da Seneca e da Burro, il quale ne incaricò Aniceto. Questi, alla fine, la fece pugnalare, raccontando poi che lei stessa si era uccisa, dopo la scoperta della sua congiura contro Nerone. Tuttavia, dopo un funerale celebrato in segreto, Nerone manifestò rimorso per l'omicidio della madre, attribuendone la colpa all'ascendente che Poppea aveva su di lui. Confermò, con una lettera al Senato, "che avevano scoperto, con un'arma, il sicario Agermo, uno dei liberti più vicini ad Agrippina, e che lei, per rimorso, come se avesse preparato il delitto, aveva scontato quella colpa". L'imperatore fu perseguitato da incubi su Agrippina per molto tempo.
Nel 62, infine, Nerone sposò Poppea dopo aver ripudiato Claudia Ottavia per sterilità e averla relegata in Campania. Alcune manifestazioni popolari in favore della prima moglie, convinsero l'imperatore delle necessità di eliminarla, dopo averla accusata di tradimento, costringendola al suicidio. Poppea è considerata la "mandante" dell'omicidio o dell'esilio di molti altri sfortunati che cercarono di sfidarne il potere. L'ex tutore di Nerone, Seneca, è considerato una delle sue vittime.
Secondo altri storici, come Dimitri Landeschi nel suo "Sesso e potere nella Roma imperiale", Poppea era una donna colta e intelligente, legata al marito da un tenero affetto ricambiato. Godette di profonda stima da parte di Nerone che la consultò spesso in merito a questioni assai delicate: fu grazie a lei ad esempio che l'ebreo Giuseppe Flavio poté godere della protezione dell'imperatore. E se in alcune iniziative non riuscì a mitigare, se non in minima parte, gli eccessi di Nerone, questo non prova che fosse la diretta ispiratrice degli efferati delitti che le spianarono la strada. In altre parole, Poppea era un comodo capro espiatorio per gli storici che non osavano accusare direttamente l'imperatore.
Poppea diede a Nerone una figlia, Claudia Augusta, amatissima, che morì però quando aveva solo quattro mesi per cause naturali. Poppea e la figlia ebbero il titolo di Auguste e grandi onori nei primi mesi. La bambina, dopo morta, fu divinizzata.

### Morte
Nel 65-66, come scrive Tacito, Poppea, incinta del secondogenito di Nerone, morì, a Roma oppure nella sua villa di Oplontis, alle falde del Vesuvio, a causa di incidente di gravidanza, e non a causa di veleno o di un calcio sferratole dal marito come riferiscono Tacito e gli storici romani, tutti ostili a Nerone; infatti l'imperatore finora si era dimostrato molto desideroso di figli e innamorato della moglie: forse Poppea si era ammalata o soffrì per i postumi di un aborto.
Poppea ebbe  pubblici funerali e Nerone stesso ne pronunciò l'elogio funebre nei rostri, celebrando la sua bellezza, la figlia divinizzata e le sue virtù. Per volere di Nerone, anche Poppea fu divinizzata e fu seppellita nel mausoleo di Augusto, con i membri della famiglia Giulio-Claudia. Tuttavia il suo corpo non fu cremato secondo il costume romano, ma imbalsamato e spalmato di unguenti secondo l'uso orientale. 
Nello stesso anno, il figlio di Poppea e del suo primo marito, Rufrio Crispino, venne fatto affogare durante una battuta di pesca, sempre per ordine dell'imperatore Nerone.
Secondo Cassio Dione (Epitome LXII, 12-13), in seguito alla morte di Poppea, Nerone ordinò di castrare il giovane liberto Sporo, il cui viso era straordinariamente simile a quello della moglie, e si unì a lui in matrimonio.
Secondo un'altra versione, Nerone avrebbe ripudiato Poppea per sposare Statilia Messalina. Poppea, ritiratasi nella sua villa ad Oplontis nel Vesuviano, sarebbe morta nel 79 durante l'eruzione del Vesuvio. Tuttavia, finora gli scavi non hanno riportato alla luce resti umani nella villa. Oggi si ritiene che Poppea sia morta di malattia, forse legata ad un aborto spontaneo, nel 66: un papiro ritrovato in Egitto contiene un poema greco che racconta la divinizzazione di Poppea, in cui si parla dell'amore della coppia imperiale e del fatto che lei fosse gravemente malata e in fin di vita.

## Villa di Poppea ad Oplontis

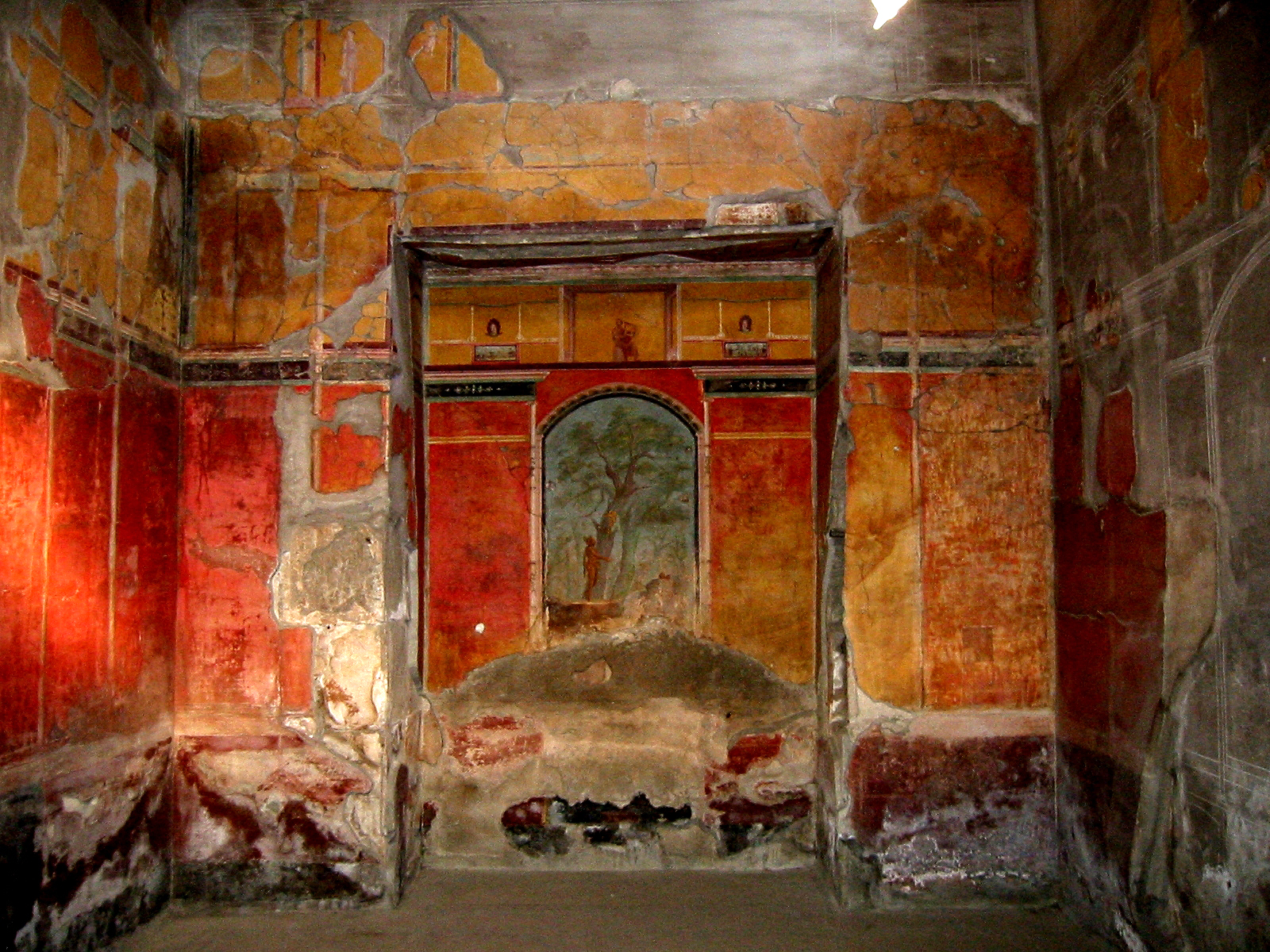
Calidarium della villa di Poppea ad Oplontis

La lussuosa villa di Poppea ad Oplontis, nell'attuale Torre Annunziata, fu sepolta dall'eruzione del Vesuvio del 79 e riportata alla luce da scavi archeologici a partire dal 1964. La villa presenta numerosi ambienti con portici, terrazze, sale residenziali, locali adibiti a terme, e un'ampia piscina adornata da statue marmoree. In molte stanze sono presenti decorazioni ad affresco in ottimo stato di conservazione.

## Nella cultura successiva
L'opera lirica L'incoronazione di Poppea di Claudio Monteverdi narra della sua vita.
L'Agrippina di Georg Friedrich Händel è un'altra opera lirica con Poppea tra i personaggi.